# クウェートの首相
クウェートの首相（クウェートのしゅしょう）は、クウェート国における行政府の長である。国民議会において選出されるが、首長家であるサバーハ家によって事実上独占されている。

## 歴代のクウェート国首相
1962年以降の首相は以下の通り。
| 代 | 氏名                                                                                 | 肖像 | 就任           | 退任           | 所属   |
| -- | ------------------------------------------------------------------------------------ | ---- | -------------- | -------------- | ------ |
| 初 | ジャービル・アフマド・アッ＝サバーハ جابر الأحمد الجابر الصباح                       |      | 1962年1月17日  | 1963年2月2日   | 無所属 |
| 2  | サバーハ3世・アッ＝サバーハ صباح السالم الصباح                                       |      | 1963年2月2日   | 1965年11月30日 | 無所属 |
| 3  | ジャービル・アフマド・アッ＝サバーハ جابر الأحمد الجابر الصباح                       |      | 1965年11月30日 | 1978年2月8日   | 無所属 |
| 4  | サアド・アブドゥッラー・アッ＝サバーハ سعد العبد الله السالم الصباح                  |      | 1978年2月8日   | 2003年7月15日  | 無所属 |
| 5  | サバーハ・アル＝アフマド・アル＝ジャービル・アッ＝サバーハ صباح الأحمد الجابر الصباح |      | 2003年7月15日  | 2006年2月11日  | 無所属 |
| 6  | ナーセル・アル＝ムハンマド・アル＝アフマド・アッ＝サバーハ ناصر المحمد الأحمد الصباح |      | 2006年2月11日  | 2011年12月4日  | 無所属 |
| 7  | ジャービル・ムバーラク・アル＝ハマド・アッ＝サバーハ جابر مبارك الحمد الصباح         |      | 2011年12月4日  | 2019年11月19日 | 無所属 |
| 8  | サバーハ・アル＝ハーリド・アッ＝サバーハ صباح الخالد الصباح                          |      | 2019年11月19日 | 2022年7月24日  | 無所属 |
| 9  | アフマド・ナワーフ・アル＝アフマド・アッ＝サバーハ أحمد النواف الأحمد الصباح         |      | 2022年7月24日  | 2024年1月4日   | 無所属 |
| 10 | ムハンマド・サバーハ・アッ＝サーレム・アッ＝サバーハ محمد صباح السالم الصباح         |      | 2024年1月4日   | 2024年4月15日  | 無所属 |
| 11 | アフマド・アル＝アブドゥッラー・アッ＝サバーハ أحمد العبد الله الصباح                |      | 2024年4月15日  | （現職）       | 無所属 |